# Шан Йосип Іванович
Шан Йо́сип Іва́нович (*2 січня 1942, місто Одеса — †2 грудня 1990, місто Іжевськ) — радянський художник-графік.
В 1973 році закінчив художньо-графічний факультет УдДУ. Займався промисловою графікою на заводі «Іжмаш», книжною графікою та особливо плакатами. У своїх плакатах використовував прийоми із арсеналу промислової графіки (в тому числі фотографій), майстерно володів шрифтами. З 1974 року — учасник регіональних та всеросійських виставок, виставки творів радянських художників у Франції (1978), Міжнародної виставки-конкурсу плакату, присвяченої польсько-радянській дружбі (Москва, Варшава, 1979, 1984).

## Творчість
Найкращі його роботи:
- «Конституція СРСР» (1977, премія ЦК ВЛКСМ та Міністерства культури РРФСР)
- триптих «60 років УАРСР» (1980, УРМІІ)
- «Посієш дружбу, пожнеш хаарктер» (1979, диплом Міністерства культури СРСР)
- «Єдності цвісти!» (1984, премія та диплом Міністерства культури СРСР)
- серія плакатів «Ми — мирні люди» (1985)
- «СРСР — оплот миру» (1987, премія видавництва «Плакат»)
- «Будьте спостережливими» (1987)
- «Наше багатство в нашій єдності» (1987, Державна премія УАРСР)